# Castel del Giudice
Castel del Giudice ist eine italienische Gemeinde (comune) in der Provinz Isernia in der Region Molise im Apennin mit 305 Einwohnern (Stand 31. Dezember 2023). Die Gemeinde liegt etwa 28,5 Kilometer nördlich von Isernia und grenzt mit dem Sangro an die Provinzen Chieti und L’Aquila (jeweils Abruzzen).

## Verkehr
Durch die Gemeinde führt die frühere Strada Statale 558 Sangritana (seconda) (heute eine Provinzstraße) von Archi nach Castel di Sangro.